# Backpacker
|  | Sammenskrivningsforslag Artiklen Backpacker er foreslået føjet ind i Backpacking. (Siden december 2019) Diskutér forslaget |

 For alternative betydninger, se Backpacker (flertydig). (Se også artikler, som begynder med Backpacker)
En backpacker (af engelsk, backpack = rygsæk) er en betegnelse for en person der rejser rundt med rygsæk. Ofte er backpackere unge personer, som tager på rejser af længere varighed. Backpackere forsøger ofte at rejse billigst muligt, så de kan rejse længst muligt for deres opsparede penge.
Backpackere er ofte unge personer, der tager et sabbatår fra studierne, for at opleve verden og den frihed som hører med til backpackerlivet. Historisk set kan man sige, at rygsækrejsen ligger i naturlig forlængelse af ældre tiders dannelsesrejser.

## Backpackere i skønlitteraturen
Alex Garlands roman "Stranden", der blev filmatiseret med Leonardo Dicapprio og William Sutcliffes "Indien tur/retur" foregår i backpacker-miljøet i henholdsvis Sydøstasien og Indien. Også den anmelderroste, danske ungdomsroman "Backpacker – Med livet på ryggen" af Thomas Oldrup foregår i og problematiserer backpacker-miljøet. 